# Japira
Japira est une municipalité brésilienne située dans l'État du Paraná.